# Diecezja Huánuco
Diecezja Huánuco – diecezja Kościoła rzymskokatolickiego w Peru. Należy do archidiecezji Huancayo. Została erygowana 17 marca 1865 roku przez paieża Piusa IX bullą Singulari animi Nostri.

## Ordynariusze
- Manuel Teodoro del Valle, 1865 – 1872
- Alfonso Maria de la Cruz Sardinas OFM, 1889 – 1902
- Pedro Pablo Drinot y Piérola SSCC, 1904 – 1920
- Francisco Rubén Berroa y Bernedo, 1922 – 1946
- Teodosio Moreno Quintana, 1947 – 1956
- Ignacio Arbulú Pineda, 1959 – 1979
- Antonio Kühner y Kühner MCCJ, 1980 – 1991
- Ermanno Artale Ciancio SDB, 1994 – 2003
- Jaime Rodríguez Salazar MCCJ, 2004 – 2016
- Neri Menor Vargas OFM, 2016 – 2022
- Pedro Alberto Bustamante López, od 2024